# یوری موزیکا
یوری موزیکا (انگلیسی: Yuri Muzika؛ زادهٔ ۱۰ اوت ۱۹۸۲) بازیکن فوتبال اهل جمهوری آذربایجان است.
از باشگاه‌هایی که در آن بازی کرده است می‌توان به باشگاه فوتبال کاروان، باشگاه فوتبال شماخی، باشگاه فوتبال بالتیکا کالینینگراد، و باشگاه فوتبال شوالان اشاره کرد.
وی همچنین در تیم ملی فوتبال جمهوری آذربایجان بازی کرده است.